# ایستگاه الشقب
ایستگاه الشقب ایستگاهی در خط سبز متروی دوحه است. این ایستگاه برخلاف نامش، در خیابان حوار در الریان قدیم واقع شده‌است، اما در نزدیکی مرز با الشقب (که «الشاقوب» نیز نوشته می‌شود) قرار دارد. این شهر به شهرداری الریان، به‌ویژه شهر آموزش، الشقب، الریان قدیم، اللقطه و حومهٔ عین الرخیسه خدمات‌رسانی می‌کند.
در حال حاضر این ایستگاه فاقد مترولینک است. امکانات موجود در محل شامل سرویس بهداشتی و نمازخانه است.

## تاریخچه
این ایستگاه در ۱۰ دسامبر ۲۰۱۹ به‌همراه سایر ایستگاه‌های خط سبز، که با نام خط آموزش نیز شناخته می‌شود، به روی عموم باز شد.

## خدمات حمل و نقل
اتوبوس‌های خطوط ۴۲، ۴۵ و ۵۷ به این ایستگاه خدمات‌رسانی می‌کنند.

## طرح‌بندی ایستگاه
| همکف | سطح خیابان                                      | خروجی/ورودی              | خروجی/ورودی            |
| -۱   | مزانین                                          | کنترل کرایه، فروش بلیط   | کنترل کرایه، فروش بلیط |
| -۲   | خدمات عمومی                                     | مغازه‌ها                  | مغازه‌ها                |
| -۳   | به غرب                                          | M2 به سمت ایستگاه الرفاع |                        |
| -۳   | سکوی جزیره‌ای، درها به سمت چپ یا راست باز می‌شوند |                          |                        |
| -۳   | به شرق                                          | M2</img> به سمت المنصوره |                        |